# David & Layla
David & Layla är en film skapad av den kurdiska regissören och manusförfattaren J. Jonroy Avani som handlar om en kurdisk flicka som träffar en judisk man i New York.
Detta var Jays första film som är baserad på ett verkligt kurdiskt-judiskt par.

## Rollista (urval)
- David Moscow - David Fine
- Shiva Rose - Layla
- Callie Thorne - Abby, Davids fästmö
- Peter Van Wagner - Mel Fine
- Polly Adams - Judith Fine
- Will Janowitz - Woody Fine
- Ed Chemaly - onkel Ali "Al"
- Anna George - Zina, onkel Als fru
- Tibor Feldman - Rabbi Rabinovich